# Ҍ
Ne doit pas être confondu avec la lettre Ѣ.
Le signe semi-mou ou signe mou barré, Ҍ (minuscule : ҍ), est une lettre de la variante de l’alphabet cyrillique utilisée par la langue same de Kildin. Elle indique que la consonne précédente est palatalisée. Elle est composée d’un signe mou barré et sa minuscule a le plus souvent une ascendante et a parfois la forme du jatʹ, par exemple dans le dictionnaire saami-russe de Kert publié en 1986,. Elle a été créée intentionallement distincte du jatʹ.

Le signe mou et le signe semi-mou minuscules, dans trois styles d’écritures.

## Représentation informatique
Le signe semi-mou peut être représenté avec les caractères Unicode suivants :
| formes    | représentations | chaînes de caractères | points de code | descriptions                               |
| --------- | --------------- | --------------------- | -------------- | ------------------------------------------ |
| capitale  | Ҍ               | Ҍ                     | U+048C         | lettre majuscule cyrillique signe semi-mou |
| minuscule | ҍ               | ҍ                     | U+048D         | lettre minuscule cyrillique signe semi-mou |